# Нігерський берег (протекторат)
Протекторат узбережжя Нігера — був британський протекторат в районі Ріверс (Олійні річки) сучасної Нігерії, спочатку створений як «Протекторат Ойл-Риверс» (Олійні річки; частина прибережної території від Лагосу до Камеруну) в 1884 році та підтверджений на Берлінської конференції у 1885 році, перейменований 12 травня 1893 року у «Нігерський протекторат». 1 січня 1900 року об'єднаний з територіями Королівської Нігерської компанії (1879—1900) для створення колонії Південна Нігерія.
Адміністративним центром протекторату було місто Калабар.

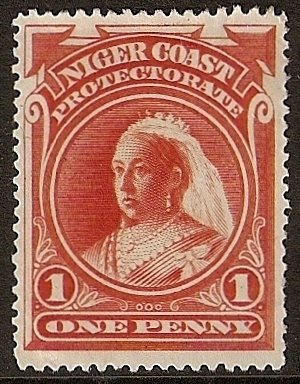
Вікторія (королева Великої Британії)

.